# Christian Friedrich Bernhard Augustin
Christian Friedrich Bernhard Augustin (* 28. November 1771 in Gröningen; † 1. September 1856 in Halberstadt) war ein evangelischer Theologe, Schriftsteller und Historiker. Ein Sohn war der Oberlandesgerichtsrat, Eisenbahndirektor, Bleizuckerfabrikant und Gärtnereibetreiber Hermann Friedrich Luther Augustin (1801–1873 od. 1874).

## Leben
Augustin besuchte die Schulen in Halberstadt und Wernigerode. Ab 1790 studierte er Evangelische Theologie und Geschichte an der Friedrichs-Universität Halle. Er schloss sich dem Märkischen Kränzchen an. Im Anschluss an sein Studium wurde er 1797 Lehrer der Domschule zu Halberstadt, dann Domprediger, seit 1824 Oberdomprediger in Halberstadt. Er erwarb sich den akademischen Doktorgrad der Theologie und Philosophie und wurde als Mitglied diverser Gesellschaften mit manchen Auszeichnungen geehrt.
Augustin war Mitglied der von 1785 bis 1810 bestehenden Literarischen Gesellschaft Halberstadt. Als Domgeistlicher und Kulturgelehrter engagierte er sich entscheidend für den Erhalt und die Restaurierung des Doms zu Halberstadt. Den dortigen Domschatz rettete er gemeinsam mit dem Domprediger Johann Justus Christian Grahn vor der Veräußerung im Zuge der Säkularisierung. Während seiner langen Tätigkeit am Dom von 1801 bis 1854 trug er maßgeblich zum Ausbau der Schausammlung des Domschatzes Halberstadt bei.
Vor allem mit seinen zahlreichen theologischen und geschichtskundlichen Schriften wirkte er als eifriger Sammler. Er war über Jahre hinweg in Halberstadt der Mittelpunkt der dort stattfindenden Bestrebungen zur Geschichtsforschung. Dabei sammelte er auch eine stattliche Bibliothek an. Von 1801 bis 1810 redigierte er die besonders für Geschichte und Landeskunde erschienenen „Gemeinnützigen Unterhaltungen“ und 1821 die „Halberstädtischen Blätter“. Seine merkwürdige Luthersammlung wurde vom Friedrich Wilhelm IV. von Preußen für das Wittenberger Lutherhaus erworben. Seine umfangreiche archäologische Sammlung erwarb Graf Botho zu Stolberg Wernigerode. 1832 wurde er Ehrenbürger von Halberstadt.

## Schriften
- Bemerkungen eines Akademikers über Halle und dessen Bewohner, in Briefen, 1795 eingeschränkte Vorschau in der Google-Buchsuche
- Bibliothek der Literarischen Gesellschaft zu Halberstadt. Manuscript für Mitglieder der Gesellschaft, Halberstadt am 1. Jun. 1796
- Die Halberstädtischen Schulen im Jahre 1589. Ein Beitrag zur Geschichte des deutschen Schul- und Erziehungswesens, Halberstadt 1800
- Statistische Uebersicht des Königreichs Westphalen. Darstellung der einzelnen Länder, Halle 1808 eingeschränkte Vorschau in der Google-Buchsuche
- Die Ursachen und Wirkungen der Reformation, nebenbei auch der Geist der Liebe in des Herrn Carl van Ess Entwurf einer kurzen Geschichte der Religion, 1818 eingeschränkte Vorschau in der Google-Buchsuche
- Vier Festpredigten, mit besonderer Hinsicht auf wichtige Zeitereignisse gehalten, und zum Besten der Witwen und Waisen der zu Halle an der Cholera Gestorbenen, 1832
- Dissertatio Historica de triplici nexu inter Helmestadium und Halberstadium civili, ecciesiastico, literario, Halberstadt 1822
- Das Dyptychon consulare in der Domkirche zu Halberstadt, Halle 1843